# San Pablo, Villa de Ramos
San Pablo är en ort i Mexiko.   Den ligger i kommunen Villa de Ramos och delstaten San Luis Potosí, i den centrala delen av landet, 500 km nordväst om huvudstaden Mexico City. San Pablo ligger 2 159 meter över havet och antalet invånare är 355.
Terrängen runt San Pablo är lite kuperad. Runt San Pablo är det glesbefolkat, med 13 invånare per kvadratkilometer. Närmaste större samhälle är San José el Saladillo, 16,4 km sydväst om San Pablo. Omgivningarna runt San Pablo är i huvudsak ett öppet busklandskap.